# Bethel (Maine)
Bethel es un pueblo ubicado en el condado de Oxford en el estado estadounidense de Maine. En el Censo de 2010 tenía una población de 2.607 habitantes y una densidad poblacional de 15,27 personas por km².

## Geografía
Bethel se encuentra ubicado en las coordenadas 44°26′57″N 70°45′51″O / 44.44917, -70.76417. Según la Oficina del Censo de los Estados Unidos, Bethel tiene una superficie total de 170.71 km², de la cual 167.32 km² corresponden a tierra firme y (1.98%) 3.39 km² es agua.

## Demografía
Según el censo de 2010, había 2.607 personas residiendo en Bethel. La densidad de población era de 15,27 hab./km². De los 2.607 habitantes, Bethel estaba compuesto por el 97.24% blancos, el 0.54% eran afroamericanos, el 0.19% eran amerindios, el 0.5% eran asiáticos, el 0% eran isleños del Pacífico, el 0.54% eran de otras razas y el 1% pertenecían a dos o más razas. Del total de la población el 1.23% eran hispanos o latinos de cualquier raza.